# Stadio del ghiaccio di Appiano
Lo stadio del ghiaccio di Appiano (tedesco Eisstadion Eppan; per ragioni di sponsorizzazione dal 2010 al 2012 I.C.iT Photovoltaik Arena) è lo stadio del ghiaccio di Appiano sulla Strada del Vino.

## Storia
La costruzione dello stadio, che si trova nella frazione di San Michele, ebbe inizio nel 1983, e l'inaugurazione si tenne il 21 dicembre 1984.
Nel 1986 la struttura fu coperta, mentre nel 2004 è stata ristrutturata.
Nel 2010 sul tetto è stato montato un impianto fotovoltaico da 270 kW, entrato in funzione nel mese di agosto.

## Uso
Lo stadio del ghiaccio di Appiano è la struttura dove gioca e si allena l'Hockey Club Appiano, che ne è anche gestore.
Oltre che per l'hockey su ghiaccio lo stadio viene utilizzato per i birilli su ghiaccio.